# Deconcentrare
Deconcentrarea este redistribuirea de competențe administrative și financiare de către ministere și celelalte organe de specialitate ale administrației publice centrale către propriile structuri de specialitate din teritoriu.
Deconcentratele sunt toate structurile de la nivelul unităților administrativ-teritoriale, care nu sunt descentralizate administrativ și financiar și sunt subordonate ministerelor și celorlalte organe ale administrației publice centrale din subordinea Guvernului, fiind prevăzute în cuprinsul actelor normative în vigoare care le reglementează organizarea și funcționarea.
Este vorba, spre exemplu, de Oficii de Protecție a Consumatorilor - ANPC, Casele de Sănătate - CNPAS, Garda Financiară, direcțiile Apelor Române, etc.
Deconcentratele sunt subordonate prefectului.